# Montbizot
Montbizot ist eine französische Gemeinde mit 1.833 Einwohnern (Stand: 1. Januar 2022) im Département Sarthe in der Region Pays de la Loire. Sie gehört zum Arrondissement Le Mans und zum Kanton Bonnétable (bis 2015: Kanton Ballon). Die Einwohner werden Montbizotins genannt.

## Geographie

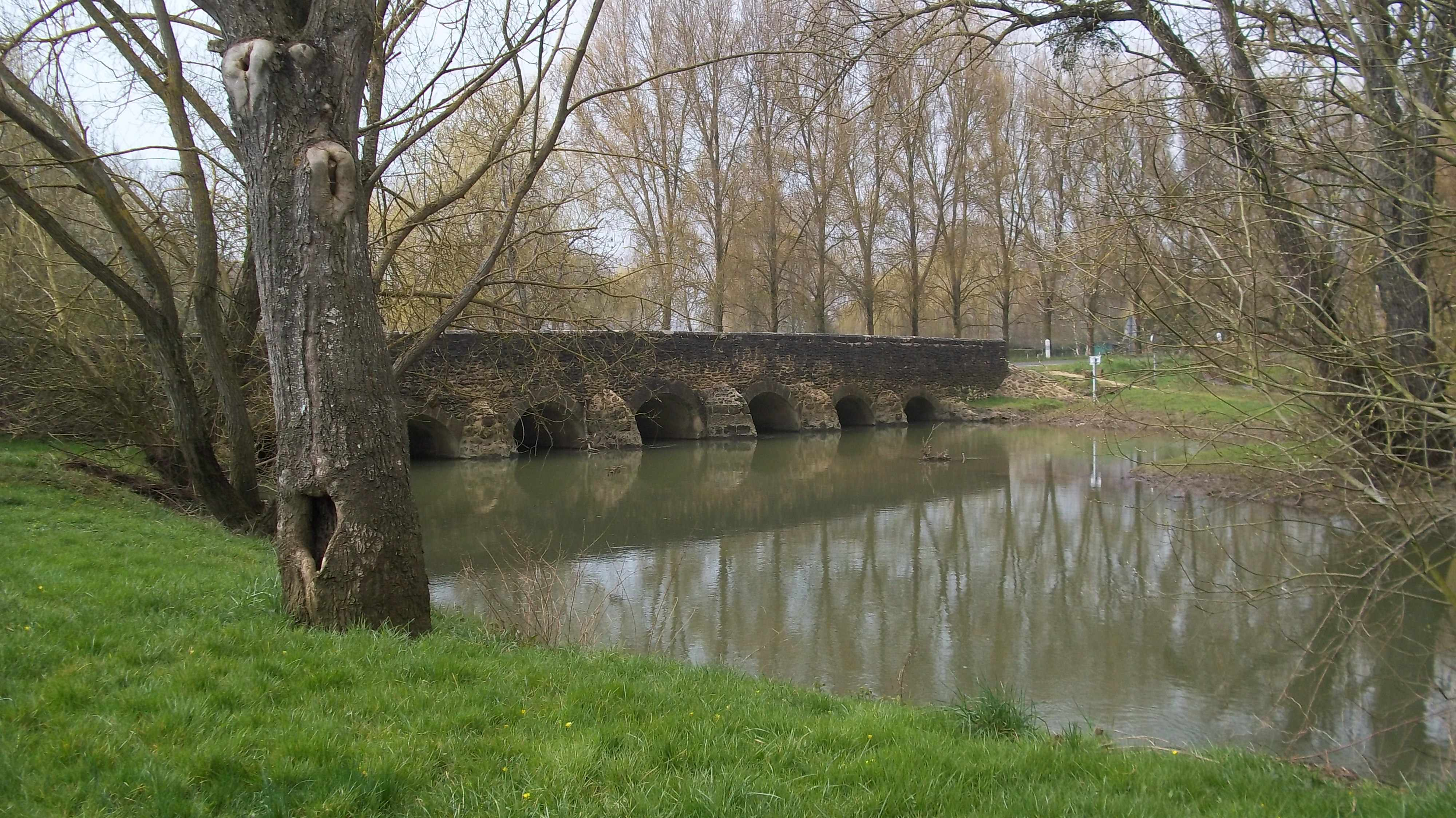
Der Fluss Orne Saosnoise bei Montbizot

Montbizot liegt etwa 15 Kilometer nördlich von Le Mans am Orne Saosnoise und der Sarthe, die die Gemeinde im Nordwesten begrenzt. Umgeben wird Montbizot von den Nachbargemeinden Teillé im Norden, Ballon im Osten und Nordosten, Souligné-sous-Ballon im Osten und Südosten, La Guierche im Süden, Souillé im Süden und Südwesten, Sainte-Jamme-sur-Sarthe im Westen sowie Saint-Jean-d’Assé im Westen und Nordwesten.
Durch die Gemeinde führen die Autoroute A28 und die frühere Route nationale 138 (heutige D338).

## Bevölkerungsentwicklung
| Jahr                       | 1962 | 1968 | 1975 | 1982 | 1990 | 1999 | 2006 | 2018 |
| Einwohner                  | 1298 | 1407 | 1273 | 1158 | 1076 | 1161 | 1528 | 1794 |
| Quellen: Cassini und INSEE |      |      |      |      |      |      |      |      |

## Sehenswürdigkeiten
- Kirche Saint-Ouen-et-Saint-Barthélemy aus dem 16. Jahrhundert
- Schloss Maulny aus dem 19. Jahrhundert
- Herrenhaus La Chanterie aus dem 16. Jahrhundert
- Brücke über die Orne Saosnoise aus dem 15. Jahrhundert
- Rathaus